# Reunión Regional Preparatoria para el Foro para la Gobernanza de Internet
La Reunión Regional Preparatoria para el Foro para la Gobernanza de Internet (LACIGF) es un evento organizado por actores de la comunidad de Internet de América Latina y el Caribe para discutir cuestiones sobre el desarrollo de Internet en la región. LACIGF está inspirado en el modelo del Foro para la Gobernanza de Internet, realizado a escala global con apoyo de la Organización de las Naciones Unidas.

## Antecedentes
Al ser considerado por algunos actores del ecosistema como un recurso público global, Internet responde a una agenda de desarrollo a escala global. No obstante lo anterior, los temas incluidos en dicha agenda pueden variar su importancia en función de la región geográfica a que se haga referencia. Así, LACNIC, NUPEF y APC impulsaron en 2008 la iniciativa de contar con un espacio dedicado al debate en torno al desarrollo de Internet conforme al modelo de múltiples partes interesadas, incluyendo a los gobiernos, el sector privado, la sociedad civil, la comunidad técnica y la academia.

## Reuniones de LACIGF
La organización de cada LACIGF recae en el Comité de Programa, conformado por actores pertenecientes a todas las partes interesadas del ecosistema. El Comité evolucionó desde estar conformado por las tres organizaciones que impulsaron la creación de LACIGF, hasta contar con más de diez entidades en 2015.
LACIGF ha celebrado reuniones anuales desde 2008, previo a la realización del Foro para la Gobernanza de Internet de ese año, que tuvo lugar en Hyderabad, India. Cada reunión ha tenido lugar en ciudades diferentes de la región de América Latina y el Caribe.

### 2008: Montevideo
La primera edición de LACIGF fue celebrada en Montevideo, Uruguay el 20 de agosto de 2008. Esta primera reunión tuvo continuidad entre el 8 y el 11 de septiembre del mismo año a través de una instancia de comentarios y reflexiones.
Las dos fases de esta reunión giraron en torno a cuatro ejes temáticos:
- Cómo conectar a los próximos mil millones de usuarios
- Promoviendo ciberseguridad y confianza
- Recursos críticos de Internet
- Temas emergentes

### 2009: Río de Janeiro
La segunda edición de LACIGF tuvo lugar en Río de Janeiro, Brasil, del 11 al 13 de agosto de 2009. Esta reunión fue preparatoria para la cuarta edición del Foro para la Gobernanza de Internet, celebrada en Sharm el-Sheij, Egipto, en noviembre del mismo año.

### 2010: Quito
LACIGF 3 fue llevado a cabo en Quito, Ecuador, del 3 al 5 de agosto de 2010. El primer día de actividades estuvo enfocado en revisar los trabajos de la edición previa, mientras que las actividades del 4 y 5 de agosto estuvieron centradas en diversos ejes temáticos:
- Acceso y diversidad
- Gestión de los recursos críticos de Internet
- Privacidad
- Seguridad
- Apertura
- Gobernanza de Internet para el desarrollo
- Temas emergentes

### 2011: Puerto España
La cuarta Reunión Regional Preparatoria para el Foro para la Gobernanza de Internet tuvo lugar en Puerto España, Trinidad y Tobago, del 9 al 11 de agosto de 2011. Si bien el tópico transversal de la reunión fue "Libertad de expresión en Internet", las sesiones de trabajo abarcaron los siguientes temas:
- Acceso y diversidad en Internet
- Temas emergentes
- Gobernanza de Internet para el desarrollo
- Derechos humanos en Internet
- Gestión y manejo de recursos críticos de Internet
- Seguridad, apertura y privacidad

### 2012: Bogotá
La quinta edición de LACIGF fue organizada por Colnodo y por .CO Internet, la entidad administradora del dominio de nivel superior de código de país (ccTLD) .co, asignado a Colombia. La reunión tuvo lugar en Bogotá, del 24 al 26 de septiembre de 2012.
La agenda del evento, que fue sujeta a consulta pública entre la comunidad regional, tuvo tres temas transversales: "desarrollo", "derechos humanos" y "desarrollo de capacidades". Por otro lado, las sesiones temáticas contemplaron los siguientes tópicos:
- Gobernanza de Internet para el desarrollo
- Temas emergentes
- Gestión y manejo de recursos críticos de Internet
- Seguridad, privacidad y apertura
- Acceso y diversidad
- Balance y perspectivas a futuro

### 2013: Córdoba
LACIGF 6 tuvo lugar en Córdoba, Argentina, del 27 al 29 de agosto de 2013. Los temas transversales de la reunión fueron:
- Desarrollo
- Derechos humanos
- Género
- Desarrollo de capacidades
- Neutralidad de la red

De manera adicional, la agenda contempló diversos subtemas, agrupados en las siguientes sesiones temáticas:
- Acceso y diversidad: Internet como un motor para el crecimiento y el desarrollo sostenible
- Apertura: Derechos humanos, libertad de expresión, libre flujo de información y privacidad en el internet
- Seguridad: marcos legales, regulatorios y otros en materia de spam, hacking y cibercrimen
- Cooperación reforzada
- Principios de participación multisectorial
- Principios para la gobernanza de Internet

### 2014: San Salvador
La séptima edición de LACIGF fue celebrada en San Salvador, El Salvador, del 16 al 18 de julio de 2014. LACIGF 7 contó con un webinar previo celebrado el 7 de julio del mismo año.
La agenda de la reunión estuvo conformada por las siguientes sesiones temáticas:
- El ecosistema de la gobernanza de Internet en el 2014, ¿de dónde venimos y hacia dónde vamos?
- Acceso a Internet: desafíos y oportunidades para el desarrollo
- Neutralidad de la red
- El proceso de NETmundial y la elaboración de una agenda regional de Gobernanza de Internet
- Desarrollo del plan de trabajo y puesta a punto y discusión de los puntos para incluir en la agenda regional de gobernanza de Internet
- Apertura en Internet y datos abiertos
- Internet y derechos humanos
- Segunda reunión del Grupo de Trabajo de gobernanza de Internet de eLAC2015
- Iniciativas nacionales de foros y espacios de diálogos multi-actor de gobernanza de Internet
- Identificación de los siguientes pasos respecto de la agenda regional de gobernanza de Internet y acuerdos

### 2015: Ciudad de México
La octava edición de la Reunión Regional Preparatoria para el Foro para la Gobernanza de Internet tuvo lugar en la Ciudad de México, México el 3 y 4 de agosto de 2015. El evento precedió a la Quinta Conferencia Ministerial sobre la Sociedad de la Información de América Latina y el Caribe, que tuvo lugar en la misma sede de LACIGF 8 del 5 al 7 de agosto.
Las actividades de LACIGF contemplaron las siguientes sesiones temáticas:
- Garantizar y promover la vigencia de los derechos humanos en la región: Vigilancia y privacidad en América Latina y Caribe
- El Derecho al olvido, su regulación e impacto en América Latina y el Caribe y en la libertad de expresión
- Equilibrios y balances entre propiedad intelectual y acceso al conocimiento. Rol de los intermediarios y libertad de expresión
- Neutralidad de la Red.  Ampliar los temas de discusión sobre Internet abierta e interoperable dentro del ecosistema digital. Fortalecer la capacidad de desarrollo de contenidos y aplicaciones locales
- Policy Options for Connecting the Next Billion
- El Internet como generador de oportunidades para nuestras economías
- Internet de las Cosas en América Latina y el Caribe
- Hoja de ruta para la gobernanza en LAC. IGF nacionales
- Definición de la nueva estructura de Gobernanza del LACIGF

### 2016: San José
LACIGF 9 tuvo lugar del 27 al 29 de julio de 2016 en San José, Costa Rica. Las actividades incluyeron una sesión de orientación para personas que participaban por primera vez, la cual fue llevada a cabo el 26 de julio, en la misma sede del evento.
Las sesiones de la reunión cubrieron diversos temas de interés para la comunidad de la región de América Latina y el Caribe:
- Vigilancia y privacidad
- Neutralidad de la red
- Aplicación del modelo de múltiples partes interesadas a nivel nacional y regional
- Derechos humanos en Internet
- Responsabilidad de intermediarios de Internet
- Propiedad intelectual y acceso al conocimiento
- Desafíos para el acceso a Internet
- Integración de gobernanza de Internet y la Agenda 2030 para el Desarrollo Sostenible
- Economía digital
- Mecanismos de gobernanza de LACIGF

La reunión incluyó una sesión enfocada a las perspectivas de los actores de la comunidad de Internet en Costa Rica, como país anfitrión del evento. También destaca la realización de la primera edición de la iniciativa Youth LACIGF, como un espacio dedicado para que las personas jóvenes de la región participen en los debates relacionados con gobernanza de Internet. El proyecto fue impulsado por el Observatorio de la Juventud de gobernanza de Internet, un Grupo Especial de Interés de Internet Society. Los grupos de discusión abordaron los siguientes temas:
- Internet y derechos humanos[19]
- Acceso e infraestructura[20]
- Ciberseguridad y vigilancia[21]

### 2017: Panamá
La décima reunión de LACIGF se llevó a cabo en Panamá, Panamá del 2 al 4 de agosto de 2017. Esta edición contó con actividades previas el 1 de agosto y con actividades paralelas durante la duración de la reunión. Para algunos integrantes de la comunidad de Internet, completar el primer ciclo de diez años del evento marcó una diferencia cualitativa significativa.
Además de las sesiones de apertura y clausura, LACIGF 10 dedicó una sesión al futuro de Internet en Panamá, sede de la reunión. Además, fueron abordados los siguientes temas de interés regional:
- Economía Digital
- Gobernanza de Internet y Derechos Humanos
- Derecho al Olvido
- Protección de datos: Alternativas para América Latina y El Caribe para la Protección de Datos
- Ciberseguridad: avances, retrocesos, desafíos y tendencias desde una perspectiva de derechos humanos
- Las preocupaciones de acceso: Más allá de la conectividad, qué falta para conectar a más usuarios
- Integración de los Objetivos del Desarrollo Sostenible (ODS) y la Gobernanza de Internet
- Futuro de Internet (Inteligencia Artificial, Ciudades Digitales)
- Inclusión digital y accesibilidad